# Cyclea fansipanensis
Cyclea fansipanensis är en tvåhjärtbladig växtart som beskrevs av François Gagnepain. Cyclea fansipanensis ingår i släktet Cyclea och familjen Menispermaceae. Inga underarter finns listade i Catalogue of Life.